# Miquel Puig Raposo
Miquel Puig Raposo (Tarragona, 1954) es un economista y político español. Entre 2000 y 2002 fue director general de la Corporación Catalana de Medios Audiovisuales.

## Biografía
Nacido en Tarragona en 1954, Miquel Puig vivió entre Tarragona y Madrid hasta los 19 años. En Madrid empezó los estudios en Economía, que acabó en Barcelona. Obtuvo el doctorado a la Universidad de Barcelona y amplió estudios en el MIT. Entre los años 1980 y 1984 ejerció de profesor titular de Teoría económica. Posteriormente ampliaría estudios en la John F. Kennedy School of Government (Universidad Harvard). Su trayectoria universitaria la completaría como profesor asociado de Mercado de Infraestructuras y Cooperación Pública-privada en la Universidad Pompeu Fabra. Puig está casado y tiene tres hijas.

## Trayectoria
Su paso por la Administración pública empezó en 1984, en el Departamento de Industria y Energía de la Generalidad de Cataluña, de donde fue, sucesivamente, director general de Seguridad y Calidad Industriales, director general de Industria y secretario del Departamento. En 1998 fue nombrado comisionado para la Sociedad de la Información de la Generalitat. Fue el primer presidente del Centro de Telecomunicaciones y Tecnologías de la Información (CTTI) y dirigió la externalización de los servicios de informática, red de voz y datos (que daría lugar a la empresa Alpino) y la red de repetidores de radio y televisión (actualmente parte de Cellnex Telecom). Fue el primer presidente de Idiada. 

### Corporación Catalana de Radio y Televisión
De febrero del 2000 en marzo del 2002 fue director general de la Corporación Catalana de Radio y Televisión (la actual Corporación Catalana de Medios Audiovisuales) con el consenso previo de todos los partidos con representación parlamentaria. También asumió la dirección de la Televisió de Catalunya. Su salida de la CCRTV fue debida a un enfrentamiento con el gobierno de la Generalitat.
Desde 2002, ha sido consultor independiente (2001-2004 y 2007-2012) y director general de Abertis Airports (2004-2007). Posteriormente fue director general del Consorcio de Servicios Universitarios de Cataluña (CSUC). Colabora regularmente como articulista en varios medios, principalmente al diario Ara, La Vanguardia, Catalunya Ràdio y Televisión de Cataluña.
Desde 2015 es concejal de Hacienda del Ayuntamiento de Falset, después de haber concurrido a las elecciones locales de ese año en una candidatura independiente (Independientes x Falset).

## Obra publicada
Libros:
- 2001: Modernizar Cataluña
- 2013 : La salida del laberinto (pulse Sociedad Catalana de Economía 2015)[3]
- 2013 : Como Austria o Dinamarca (con Modesto Guinjoan y Xavier Cuadras)[4]
- 2015 : Un buen país no es un país low coste (versión en castellano: La gran estafa. Una propuesta para sacar España de la mediocridad[5]).
- 2021 : Els salaris de la ira

Capítulos a:
- 2014: Economía de Cataluña, preguntas y respuestas sobre el impacto económico de la independencia, Colegio de Economistas de Cataluña
- 2014: Libro blanco Barcelona, capital de un nuevo estado, Ayuntamiento de Barcelona
- 2014: 1714-2014 El camino hacia la independencia
- 2015: Anuario de la educación en Cataluña, “Abandono escolar prematuro: más pull que push”, Fundación Jaume Bofill